# Mimulosia pseudotortrix
Mimulosia pseudotortrix är en fjärilsart som beskrevs av De Toulgoët 1955. Mimulosia pseudotortrix ingår i släktet Mimulosia och familjen björnspinnare. Inga underarter finns listade i Catalogue of Life.